# Pascal Borel
Pascal Borel (* 26. September 1978 in Karlsruhe) ist ein ehemaliger deutscher Fußballspieler.

## Karriere
Borel wuchs in Stutensee-Friedrichstal auf, wo er seine Fußballkarriere beim FC Germania Friedrichstal begann. Seine ersten Einsätze als Profifußballer bestritt er für den SV Waldhof Mannheim in der drittklassigen Regionalliga Süd. Der Torwart Borel stand ab der Saison 1998/99 bis zur Saison 2004/05 in den Diensten von Werder Bremen.
In Bremen war Borel zunächst dritter Torwart. Als solcher kam er zunächst ausschließlich für die Regionalligamannschaft zum Einsatz. Bereits in seiner ersten Saison war er aber auch Bestandteil des Bundesligakaders, saß dort jedoch lediglich als Ersatztorwart auf der Bank. Nach dem Abgang von Frank Rost setzte sich Borel im Duell mit Jakub Wierzchowski durch und ging als Stammtorwart in die Bundesligasaison 2002/03. An die Leistungen seines Vorgängers Rost konnte Borel jedoch nicht anknüpfen, was zu Kritik von Fans und Medien führte. Die Bildzeitung bezeichnete Borel als den schlechtesten Torwart der Liga. Zwischenzeitlich gab Trainer Thomas Schaaf für einige Spiele Wierzchowski den Vorzug. Anschließend stabilisierten sich Borels Leistungen. Zur Saison 2003/04 wurde mit Andreas Reinke ein neuer Torwart verpflichtet und Borel musste sich erneut mit der Reservistenrolle zufriedengeben. In den folgenden zwei Jahren kam er nur noch zu einem einzigen Bundesligaeinsatz als Einwechselspieler.
Für die Saison 2005/06 wechselte Borel zum Zweitligisten LR Ahlen. In der Saison 2007/08 stand er bei Honvéd Budapest unter Vertrag, nach dem Ende der Saison wurde sein Vertrag nicht verlängert. Im März 2009 lotste ihn Fredi Bobic als neuer Geschäftsführer in die erste bulgarische Liga zum FC Tschernomorez Burgas, weil deren Stammtorwart mit einer Verletzung länger ausfiel. Er blieb an der Schwarzmeerküste bis zur Sommerpause 2011, als er zum deutschen Regionalligisten RB Leipzig wechselte.
Vor Beginn der Saison 2012/13 stellte der neue Sportdirektor von RB Leipzig, Ralf Rangnick, Borel frei, da der Verein nicht mehr mit ihm plante. Danach beendete Borel seine Karriere.
Zu den größten Erfolgen des Badeners zählt der Gewinn der Deutschen Meisterschaft 2004 sowie der Gewinn des DFB-Pokals mit Werder Bremen in den Jahren 1999 und 2004.